# 三澤智光
三澤 智光（みさわ としみつ、1964年4月27日）は、日本の実業家。
日本オラクル株式会社取締役執行役社長。Oracle Corporationシニア・バイス・プレジデント。「ミスター・日本オラクル」。

## 人物・経歴
1964年4月、岡山県総社市出身。
1987年3月に横浜国立大学教育学部卒業後、同年4月に富士通に入社。同社では福井支店などで勤務し、営業現場での経験が長かった。
日本オラクルには1995年5月に入社し、2000年8月に執行役員 パートナー営業本部長兼ソリューション統括部長に、2006年6月に社常務執行役員 システム製品統括本部長兼マーケティング本部長に就任。さらに2011年6月に、専務執行役員 テクノロジー製品事業統括本部長、2014年12月に副社長執行役員データベース事業統括、2015年12月に執行役副社長クラウド・テクノロジー事業統括に就任しクラウド事業を統括していたが、2016年3月に日本オラクルを退社して、同年7月に日本アイ・ビー・エムに入社し、取締役 専務執行役員 IBMクラウド事業本部長に就任し日本IBMでクラウド事業の牽引役を担った。
2020年6月に日本アイ・ビー・エムを退社。2020年10月に米Oracle シニア・バイス・プレジデントに就任し、さらに2020年12月に日本オラクルの執行役社長に就任した。
聴衆を惹き付けるプレゼンテーション術を得意とし、講演の状態はしばしば「三澤無双」と表現される。

## 職歴[3][4]
- 1987年4月 富士通株式会社入社
- 1995年5月 日本オラクル株式会社入社
- 2000年8月 日本オラクル株式会社 執行役員  パートナー営業本部長 兼 ソリューション統括部長
- 2006年6月 日本オラクル株式会社 常務執行役員  システム製品統括本部長 兼 マーケティング本部長
- 2011年6月 日本オラクル株式会社 専務執行役員 テクノロジー製品事業統括本部長
- 2014年12月 日本オラクル株式会社 副社長 執行役員 データベース事業統括
- 2015年12月 日本オラクル株式会社 執行役 副社長 クラウド・テクノロジー事業統括
- 2016年7月 日本アイ・ビー・エム株式会社  取締役 専務執行役員 IBM クラウド事業本部長
- 2020年4月 日本オラクル株式会社 取締役 専務執行役員  事業開発 & テクニカル・エキスパート本部担当
- 2020年10月 Oracle Corporation シニア・バイス・プレジデント
- 2020年12月 日本オラクル株式会社　執行役　社長
- 2021年8月 日本オラクル株式会社　取締役　執行役　社長